# COVID-19 в Австралии
Пандемия коронавируса в Австралии (англ. 2020 coronavirus pandemic in Australia) — текущая пандемия коронавируса SARS-CoV-2, которая достигла Австралии в январе 2020 года.
Первый случай в Австралии был зафиксирован 25 января 2020 года в штате Виктория, когда он был обнаружен у человека, вернувшегося из города Ухань.
На момент 12 января 2022 года суммарно зафиксировано 1 195 000 случаев заражения коронавирусом. 2522 человека умерли, более 450 000 выздоровели.
До конца 2021 года Австралия придерживалась стратегии «нулевой заболеваемости коронавирусом»", которая была направлена на полное устранение передачи инфекции внутри страны. Внедрение стратегии включало строгий контроль прибывающих из-за рубежа и реагирование на локальные вспышки с помощью локдаунов и тщательного отслеживания контактов.
Общенациональная программа вакцинации началась 21 февраля 2021 года с введения первых доз вакцины Pfizer против COVID-19 в Сиднее.

## Периоды развития

### Январь 2020
23 января сотрудники биобезопасности Австралии начали проверять прибывающих с трёх еженедельных рейсов из Уханя в Сидней. Пассажирам были предоставлены информационные листки, также их попросили предоставить информацию о том, есть ли у них жар или подозрения, что они могут заболеть.
25 января был зарегистрирован первый случай инфицирования вирусом SARS-CoV-2, который произошел с гражданином Китая, прибывшим из Гуанчжоу 19 января. Пациент получил лечение в Мельбурне. В этот же день выявлены положительные тесты трёх других пациентов, вернувшихся их Уханя в Сидней.
27 января, был зарегистрирован пятый случай в Австралии (четвертый в Новом Южном Уэльсе). Это был 21-летний пациент, который вернулся из Уханя и прошел курс лечения в больнице Вестмид в Сиднее.
29 января было зарегистрировано ещё два случая: 60-летний житель Виктории стал вторым случае в штате. В штате Квинсленд зарегистрирован первый случай: 44-летний гражданин Китая из Уханя.

## Противоэпидемиологические мероприятия
1 февраля 2020 года Австралия запретила въезд иностранцев с территории Китая, и приказала вернувшимся из Китая гражданам соблюдать карантин в течение 14 дней. Затем 1 марта Австралия ввела запрет на поездки в Иран, Южную Корею (5 марта) и Италию (11 марта).
13 марта был сформирован национальный кризисный кабинет впервые со Второй Мировой войны. Кабинет будет собираться каждую неделю и состоит из глав правительств штатов и территорий Австралии. На встрече 13 марта кризисный кабинет объявил, что собрания людей более 500 человек должны быть отменены с 15 марта из-за опасности распространения коронавируса. Школы, университеты, места работы, общественный транспорт и аэропорты не были включены в эту рекомендацию.
15 марта Скотт Моррисон объявил, что все прибывшие или возвращающиеся в Австралию должны самоизолироваться в течение 14 дней. Невыполнение этих требований повлечет наложение штрафа в размере от $11,000 до $50,000 и тюремному заключению в зависимости от штата.
19 марта Моррисон объявил, что Австралия закроет свои границы для нерезидентов и неграждан Австралии с 9 часов вечера 20 марта. Правительство Австралии ввело запрет в координации с Новой Зеландией, что привело к запрету въезда для большинства нерезидентов и неграждан уже с полуночи 19 марта.
21 марта правительство Австралии ввело правило социального дистанцирования в 4 квадратных метра (43 квадратных фута) на одного человека в любом закрытом помещении. 22 марта Правительства штатов Нового Южного Уэльса и Виктории ввели обязательное закрытие второстепенных сервисов и услуг, в то время как Правительства штатов Западной Австралии и Южной Австралии закрыли границы.
22 марта Моррисон объявил о закрытии общественных мест, среди которых зарегистрированные и лицензированные клубы, лицензированные помещения в отелях и барах, развлекательные центры, к которым относят, но при этом не ограничивают полностью, кинотеатры, казино, ночные клубы и культовые сооружения. Кафе и рестораны остаются открытыми, но только с заказами на вынос. Аналогично в закрытых помещениях для похорон и подобных мероприятий должно соблюдаться строгое правило в 4 квадратных метра на одного человека. Эти меры вступают в силу в полдень 23 марта. Он отметил, что хотел бы, чтобы школы оставались открытыми, но родители могут оставить детей дома, если они хотят этого.